# Маркиз Хедфорт
Маркиз Хедфорт (англ. Marquess of Headfort) — наследственный титул в системе Пэрства Ирландии.

## История
Титул маркиза Хедфорта был создан 29 декабря 1800 года для Томаса Тейлора, 2-го графа Бектива (1757—1829).
Маркиз Хедфорт имеет вспомогательные титулы: граф Бектив (1766), виконт Хедфорт (1762), барон Хедфорт из Хедфорта в графстве Мит (1760) и барон Кенлис из Кенлиса в графстве Мит (1831). Все титулы, кроме титула барона Кенлиса, являются Пэрством Ирландии. Также маркиз Хедфорт является ирландским баронетом. Маркизы Хедфорт заседали в Палате лордов Великобритании в качестве баронов Кенлис (Пэрство Соединённого королевства) до принятия акта о Палате лордов 1999 года.
Семья Тейлор происходит от Томаса Тейлора, который переселился в Ирландию в 1650-х годах из Сассекса в Англии, для наблюдения от имени парламента за бюджетными расходами военной кампании Оливера Кромвеля в Ирландии. Томас Тейлор в качестве картографа помогал проекту сэра Уильяма Петти по картографированию Ирландии. Его сын Томас Тейлор (1662—1736) представлял Келс в ирландской палате общин, а в 1704 году получил титул баронета из Келса в графстве Мит (Баронетство Ирландии). Его внук, сэр Томас Тейлор, 3-й баронет (1724—1795), также заседал в ирландской палате общин от Келса (1747—1760). В 1760 году для него был создан титул барона Хедфорта из Хедфорта в графстве Мит (Пэрство Ирландии). Через два года, в 1762 году, он получил титул виконта Хедфорта из Хедфорта в графстве Мит. В 1766 году для него был создан титул графа Бектива из Замка Бектив в графстве Мит. Ему наследовал его старший сын, Томас Тейлор, 2-й граф Бектив (1757—1829). Он был одним из 28 избранных ирландских пэров-представителей в Палате лордов Великобритании. В 1800 году для него был создан титул маркиза Хедфорта в звании пэра Ирландии. Его сын, Томас Тейлор, 2-й маркиз Хедфорт (1787—1870), принял фамилию «Тейлур» вместо «Тейлор». В 1831 году он получил титул барона Кенлиса из Кенлиса в графстве Мит (Пэрство Соединённого королевства). Это давало маркизам Хедфорт автоматическое место в Палате лордов Великобритании. Он занимал пост лорда в ожидании в правительстве вигов лорда Мельбурна (1837—1841), а также служил лордом-лейтенантом графства Каван (1831—1870). Его сын, Томас Тейлур, 3-й маркиз Хедфорт (1822—1894), представлял в Палате общин Уэстморленд (1854—1870), а также являлся лордом-лейтенантом графства Мит (1876—1894). Его сын от первого брака, Томас Тейлур, граф Бектив (1844—1893), член консервативной партии, заседал в Палате общин от Уэстморленда (1871—1885) и Кендала (1885—1892). Тем не менее, он скончался раньше своего отца. Преемником лорда Хедфорта стал его сын от второго брака, Джеффри Томас Тейлур, 4-й маркиз Хедфорт (1878—1943). Он был сенатором Ирландского свободного государства (1922—1928).
По состоянию на 2024 год, носителем титула являлся его правнук, Томас Майкл Рональд Кристофер Тейлур, 7-й маркиз Хедфорт (род. 1959), который наследовал своему отцу в 2005 году. 7-й маркиз Хедфорт не смог успешно доказать своё право на титул баронета из Келса, поэтому титул баронета считается бездействующим с 2005 года.
- Клотуорти Роули-Тейлор[англ.] (1763—1825), четвертый сын 1-го графа Бектива. Он взял себе фамилию «Роули» вместо «Тейлор» и получил титул барона Лэнгфорда (Пэрство Ирландии). Депутат ирландской палаты общин от Трима (1791—1795) и Мита (1795—1800).
- Томас Эдвард Тейлор[англ.] (1811—1883), консервативный политик, канцлер герцогства Ланкастерского (1868, 1874—1880), сын преподобного достопочтенного Генри Эдварда Тейлора (1768—1852), пятого сына 1-го графа Бектива

Семейная резиденция — Хедфорт-хаус в окрестностях Келса в графстве Мит (Ирландия).

## Баронеты Тейлор из Келса (1704)
- 1704—1736: Сэр Томас Тейлор, 1-й баронет (22 июля 1662 — 8 августа 1736), сын Томаса Тейлора (ок. 1631—1682);
- 1736—1757: Сэр Томас Тейлор, 2-й баронет (1686 — октябрь 1757), старший сын предыдущего;
- 1757—1795: Сэр Томас Тейлор, 3-й баронет (20 октября 1724 — 14 февраля 1795), сын предыдущего, граф Бектив с 1766 года.

## Графы Бектив (1766)
- 1766—1795: Томас Tейлор, 1-й граф Бектив (20 октября 1724 — 14 февраля 1795), единственный сын 2-го баронета;
- 1795—1839: Томас Tейлор, 2-й граф Бектив (18 ноября 1757 — 24 октября 1829), маркиз Хедфорт с 1800 года.

## Маркизы Хедфорт (1800)
- 1800—1839: Томас Tейлор, 1-й маркиз Хедфорт (18 ноября 1757 — 24 октября 1829), сын Томаса Тейлора, 1-го графа Бектива;
- 1839—1870: Томас Tейлор, 2-й маркиз Хедфорт (4 мая 1787 — 6 декабря 1870), старший сын предыдущего;
- 1870—1894: Томас Tейлор, 3-й маркиз Хедфорт (1 ноября 1822 — 22 июля 1894), старший сын предыдущего;
- 1894—1943: Джеффри Tейлор, 4-й маркиз Хедфорт (12 июня 1878 — 29 января 1943), единственный сын предыдущего от второго брака;
- 1943—1960: Теренс Тейлор, 5-й маркиз Хедфорт (1 мая 1902 — 24 октября 1960), старший сын предыдущего;
- 1960—2005: Майкл Tейлор, 6-й маркиз Хедфорт (20 января 1932 — 21 октября 2005), единственный сын предыдущего;
- 2005 — настоящее время: Кристофер Tейлор, 7-й маркиз Хедфорт (род. 10 февраля 1959), единственный сын предыдущего;
  - Наследник: Томас Руперт Чарльз Кристофер Тейлор, граф Бектив (род. 18 июня 1989), старший сын предыдущего.